# 基隆市私立光隆高級家事商業職業學校
光隆學校財團法人基隆市光隆高級家事商業職業學校，簡稱光隆家商、光隆，是位於臺灣基隆市信義區的一所私立技術型高級中學，校園臨近中正公園。

## 沿革
光隆家商前身為日治時代成立的「基隆夜學會」，由日本人石坂莊作創辦於1903年2月。
1944年改名為「私立基隆商工專修學校」。進入中華民國時代後，在地方人士商議後，由地方望族──基隆顏家出面接手，並改制為「光隆商業職業補習學校」。為了擴展校地，顏家將其所居住的陋園（基隆顏家花園）大部分區域捐出。
1955年，增設普通高職部，並於1970年改為現名。
2024年4月20日，由於財務虧損、少子化及本地學生外流到臺北及新北，董事會決議「停招不停辦」，讓目前就讀一、二年級的學生順利完成學業。教育部國民及學前教育署於5月2日核准113學年度起停止招生。成為基隆第一所停招的高中職。而在現有學生全數畢業後，學校將轉型為長期照護機構。

### 日校
- 幼兒保育科
- 美容科
- 電子商務科
- 照顧服務科 103學年度招生

### 進修學校
- 資料處理科

## 關連項目
- 基隆顏家
- 石坂莊作

## 外部連結
- 光隆高級家事商業職業學校 （页面存档备份，存于）